# Ariane 4

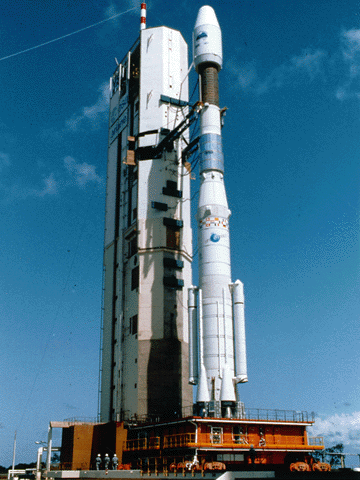
Rakieta Ariane 42P z satelitą TOPEX/Poseidon (Kourou, 10 września, 1992) (NASA)

Ariane 4 była rakietą nośną, zaprojektowaną przez Europejską Agencję Kosmiczną i produkowaną przez Arianespace.
Pierwszy udany start rakiety miał miejsce 15 czerwca 1988. Ogółem miało miejsce 113 udanych startów i tylko 3 nieudane. Ostatni start miał miejsce 15 lutego 2003. Następczynią Ariane 4 została rakieta Ariane 5, zaś lukę w kategorii rakiet o średnim udźwigu startujących z kosmodromu Kourou uzupełniła rakieta Sojuz ST, wystrzelona po raz pierwszy w październiku 2011.

## Warianty
- Ariane 40 – konfiguracja bazowa, 7 udanych startów
- Ariane 42P – wersja 40 z dwoma dopalaczami PAP (na paliwo stałe), 15 startów, w tym 1 nieudany
- Ariane 42L – wersja 40 z dwoma dopalaczami PAL (na paliwo ciekłe), 13 udanych startów
- Ariane 44L – wersja 40 z czterema dopalaczami PAL, 40 startów, w tym 1 nieudany
- Ariane 44LP – konfiguracja z dwoma dopalaczami PAL i dwoma PAP, 26 startów, w tym 1 nieudany
- Ariane 44P – wersja 40 z czterema dopalaczami PAP, 15 udanych startów